# Liga a III-a 2017-2018
Ediția 2017-2018 a Ligii a III-a din România s-a desfășurat în perioada august 2017–mai 2018. Echipele au fost împărțite în cinci serii regionale, la cele care aveau drept de participare adăugându-se echipele secunde ale unor echipe din eșaloanele superioare și o echipă a Centrului de Pregătire Timișoara, căreia însă i s-au anulat rezultatele înainte de finalul sezonului. Ediția s-a remarcat prin prezența mai multor echipe înființate de fanii unor cluburi desființate, sau retrogradate până în liga județeană în urma falimentului: Suporter Club Oțelul Galați înființată de fanii echipei desființate FC Oțelul Galați, SSC Farul Constanța, înființată de fanii echipei desființate FC Farul Constanța, Progresul Spartac București, finanțată de Andrei Eremia și având aportul mai multor foști jucători ai echipei denumite în trecut Progresul și FC Național, FC Petrolul Ploiești și FC Universitatea Cluj, ambele din urmă cluburi retrogradate în Liga a IV-a din cauza problemelor financiare care au dus la faliment.

## Clasament

### Seria I
În seria I, Suporter Club Oțelul Galați a avut dificultăți în fața echipelor CS Aerostar Bacău și FK Csíkszereda Miercurea Ciuc, mai puternice și mai stabile financiar. În cele din urmă, Aerostar și-a adjudecat locul I și promovarea. CSM Roman s-a clasat în urma lor, după o prestație consistentă, dar seria în general s-a caracterizat prin echilibru: de la locul 4 la locul 10, diferența de puncte era doar de 5. Metalosport Galați și Avântul Valea Mărului, ambele echipe din județul Galați, s-au retras din competiție, și singura echipă care a retrogradat dintre cele care au terminat sezonul a fost CSM Pașcani.

#### Clasament
| Poz | Echipa                    | MJ | V  | E | Î  | GM | GP  | G    | Pct   | Calificare sau retrogradare       | Rezultat direct |
| --- | ------------------------- | -- | -- | - | -- | -- | --- | ---- | ----- | --------------------------------- | --------------- |
| 1   | Aerostar (C) (P)          | 28 | 21 | 5 | 2  | 80 | 20  | +60  | 68    | Promovare în Liga II              |                 |
| 2   | Csíkszereda               | 28 | 20 | 6 | 2  | 74 | 25  | +49  | 66    |                                   |                 |
| 3   | Oțelul                    | 28 | 17 | 9 | 2  | 55 | 15  | +40  | 60    |                                   |                 |
| 4   | CSM Roman                 | 28 | 14 | 4 | 10 | 60 | 41  | +19  | 46    |                                   |                 |
| 5   | Bucovina Rădăuți          | 28 | 13 | 6 | 9  | 41 | 24  | +17  | 45    |                                   |                 |
| 6   | Cetatea Râșnov⁠(d)         | 28 | 12 | 8 | 8  | 41 | 28  | +13  | 44    | 1. OLI 10P. 2. HĂR 4P. 3. LIE 3P. |                 |
| 7   | AFC Hărman⁠(d)             | 28 | 13 | 5 | 10 | 55 | 31  | +24  | 44    | 1. OLI 10P. 2. HĂR 4P. 3. LIE 3P. |                 |
| 8   | Sporting Liești           | 28 | 13 | 5 | 10 | 48 | 35  | +13  | 44    | 1. OLI 10P. 2. HĂR 4P. 3. LIE 3P. |                 |
| 9   | Târgu Secuiesc            | 28 | 12 | 6 | 10 | 69 | 45  | +24  | 42    |                                   |                 |
| 10  | Focșani                   | 28 | 11 | 8 | 9  | 47 | 36  | +11  | 41    |                                   |                 |
| 11  | Odorheiu Secuiesc         | 28 | 10 | 3 | 15 | 39 | 48  | −9   | 33    |                                   |                 |
| 12  | Sănătatea Darabani⁠(d) (Q) | 28 | 8  | 6 | 14 | 41 | 52  | −11  | 30    | Posibilă retrogradare în Liga IV  |                 |
| 13  | Pașcani (R)               | 28 | 6  | 2 | 20 | 30 | 75  | −45  | 20    | Retrogradare în Liga IV           |                 |
| 14  | Avântul Mărului (R)       | 27 | 2  | 1 | 24 | 26 | 79  | −53  | 072   | Retrogradare în Liga IV           |                 |
| 15  | Metalosport (R)           | 27 | 0  | 0 | 27 | 2  | 154 | −152 | 0-121 | Retrogradare în Liga IV           |                 |

Ultima actualizare: 26 mai 2018
Sursa: FRF ro
Reguli de clasare: 
1. puncte; 2. puncte în meciuri directe; 3. golaveraj în meciuri directe; 4. goluri marcate în meciurile directe; 5. goluri marcate în deplasare în meciuri directe; 6. golaveraj; 7. număr de goluri marcate.
POZ = Poziția în clasament; (C) = Campioană; (R) = Retrogradată; (P) = Promovată; (E) = Eliminată; (O) = Câștigătoare de play-off; (A) = Avansează în runda următoare. 
Aplicabil doar când sezonul nu este terminat: 
(Q) = Calificare în faza competiției indicată; (TQ) = Calificare în competiție, dar încă nu în faza indicată; (RQ) = Calificată în competiția de retrogradare indicată; (DQ) = Descalificată din competiție.

1 Metalosport Galați a fost penalizată cu 12 puncte pentru neplata datoriilor, a fost exclusă din campionat și a pierdut toate meciurile din retur cu 0–3.

2 Avântul Valea Mărului s-a retras din campionat în pauza de iarnă și a pierdut toate meciurile din retur cu 0–3.

#### Rezultate
| Acasă \ Deplasare          | AER  | CSI | OTE | ROM | BUC | OLI | HĂR | LIE  | KSE | FOC | ODO | DAR | PAȘ | VMR | MTS  |
| -------------------------- | ---- | --- | --- | --- | --- | --- | --- | ---- | --- | --- | --- | --- | --- | --- | ---- |
| Aerostar Bacău             | —    | 3–0 | 1–0 | 4–2 | 4–1 | 2–0 | 1–0 | 1–0  | 2–0 | 4–1 | 6–0 | 8–0 | 3–0 | 3–0 | 3–0  |
| Csíkszereda Miercurea Ciuc | 3–0  | —   | 1–1 | 3–1 | 1–0 | 2–0 | 2–1 | 3–0  | 5–0 | 4–1 | 2–0 | 3–0 | 5–0 | 3–0 | 3–0  |
| SC Oțelul Galați           | 1–0  | 1–1 | —   | 5–1 | 2–0 | 2–0 | 1–1 | 2–1  | 1–1 | 0–0 | 3–1 | 3–0 | 3–0 | 3–0 | 8–0  |
| CSM Roman                  | 1–1  | 4–1 | 2–1 | —   | 0–2 | 0–0 | 1–2 | 1–3  | 2–1 | 2–0 | 0–1 | 3–2 | 4–0 | 5–1 | 3–0  |
| Bucovina Rădăuți           | 0–1  | 0–1 | 0–1 | 0–0 | —   | 2–1 | 0–1 | 1–1  | 5–1 | 1–1 | 2–0 | 2–1 | 3–1 | 2–1 | 6–0  |
| Olimpic Cetate Râșnov      | 1–1  | 2–2 | 0–1 | 3–0 | 1–1 | —   | 3–2 | 3–2  | 1–1 | 2–0 | 1–0 | 1–1 | 3–1 | 1–2 | 3–0  |
| AFC Hărman                 | 3–4  | 2–2 | 1–1 | 1–2 | 1–2 | 1–1 | —   | 5–2  | 4–3 | 0–0 | 2–0 | 4–0 | 0–1 | 4–0 | 3–0  |
| Sporting Liești            | 0–4  | 0–2 | 0–2 | 2–1 | 0–0 | 0–1 | 1–0 | —    | 2–2 | 2–1 | 1–0 | 1–0 | 4–0 | 3–0 | 3–0  |
| KSE Târgu Secuiesc         | 1–2  | 3–5 | 1–2 | 2–2 | 0–2 | 2–0 | 2–0 | 1–1  | —   | 4–0 | 4–1 | 1–0 | 3–0 | 3–0 | 17–0 |
| CSM Focșani                | 0–0  | 2–2 | 1–1 | 2–1 | 0–0 | 1–0 | 0–1 | 1–1  | 3–4 | —   | 3–1 | 2–0 | 2–1 | 3–0 | 8–0  |
| AFC Odorheiu Secuiesc      | 1–1  | 0–3 | 0–0 | 0–3 | 1–0 | 0–2 | 1–5 | 2–1  | 1–1 | 2–1 | —   | 1–4 | 1–0 | 2–0 | 14–0 |
| Sănătatea Darabani         | 3–3  | 1–2 | 1–1 | 3–5 | 2–1 | 1–1 | 1–0 | 1–2  | 2–0 | 2–4 | 0–1 | —   | 0–0 | 3–0 | 6–0  |
| CSM Pașcani                | 0–5  | 1–8 | 0–2 | 1–3 | 1–2 | 1–4 | 0–4 | 0–1  | 1–6 | 0–4 | 3–2 | 0–0 | —   | 5–3 | 7–0  |
| Avântul Valea Mărului      | 1–3  | 2–2 | 1–4 | 0–3 | 0–3 | 0–3 | 0–3 | 1–3  | 1–2 | 1–3 | 0–3 | 3–4 | 0–3 | —   | 9–0  |
| Metalosport Galați         | 1–10 | 1–3 | 0–3 | 0–8 | 0–3 | 0–3 | 0–5 | 0–11 | 0–3 | 0–3 | 0–3 | 0–3 | 0–3 | –   | —    |

### Seria II
În seria II, SSCS Farul Constanța a început sezonul mai greu, amânându-și chiar primul meci, cu o adversară cu pretenții, Unirea Slobozia. Beneficiind de aportul jucătorilor trimiși de Gheorghe Hagi de la echipa secundă desființată a campioanei FC Viitorul, echipa a reușit însă să revină în luptă și, până spre finalul sezonului, s-a aflat la egalitate de puncte cu Progresul Spartac, care o domina însă la capitolul meciuri directe. După înfrângerea surprinzătoare a Progresului Spartac cu Înainte Modelu, echilibrul s-a rupt și SSCS Farul Constanța a promovat. Revelațiile sezonului au fost nou-promovata FC Metalul Buzău, clasată a cincea și la un moment dat, spre finalul turului, singura echipă neînvinsă, și Axiopolis Sport Cernavodă, care, deși sezonul anterior luptase pentru evitarea retrogradării, a stat mult timp locurile de podium, terminând în cele din urmă a patra. În această serie a participat și FCSB II, echipa secundă a vicecampioanei FCSB, care a adus în această serie juniori de perspectivă ai primei echipe, ca Daniel Benzar, sau jucători de liga I aflați în eclipsă de formă, cum ar fi William Amorim și Cătălin Golofca. Victoria Traian, finanțată de primăria unei mici comune brăilene, a retrogradat după primul sezon petrecut în liga III. Au mai retrogradat Delta Tulcea și o altă echipă brăileană rurală, Sportul Chiscani (care s-a clasat ultima din echipele de pe locul 12 din toate seriile după rezultatele împotriva echipelor neretrogradate).

#### Clasament
| Poz | Echipa                 | MJ | V  | E | Î  | GM | GP  | G    | Pct | Calificare sau retrogradare | Rezultat direct                      |
| --- | ---------------------- | -- | -- | - | -- | -- | --- | ---- | --- | --------------------------- | ------------------------------------ |
| 1   | SSCS Farul (C) (P)     | 26 | 21 | 4 | 1  | 93 | 26  | +67  | 67  | Promovare în Liga II        |                                      |
| 2   | Progresul Spartac      | 26 | 19 | 5 | 2  | 77 | 28  | +49  | 62  |                             |                                      |
| 3   | Unirea Slobozia        | 26 | 18 | 3 | 5  | 93 | 36  | +57  | 57  |                             |                                      |
| 4   | Axiopolis Cernavodă⁠(d) | 26 | 16 | 4 | 6  | 65 | 27  | +38  | 52  |                             |                                      |
| 5   | Metalul Buzău          | 26 | 15 | 5 | 6  | 47 | 25  | +22  | 50  |                             |                                      |
| 6   | FCSB II                | 26 | 14 | 5 | 7  | 75 | 38  | +37  | 47  |                             |                                      |
| 7   | Voluntari II           | 26 | 12 | 7 | 7  | 59 | 33  | +26  | 43  |                             |                                      |
| 8   | Înainte Modelu⁠(d)      | 26 | 13 | 1 | 12 | 70 | 57  | +13  | 40  |                             |                                      |
| 9   | Râmnicu Sărat          | 26 | 9  | 4 | 13 | 34 | 56  | −22  | 31  |                             |                                      |
| 10  | CSM Oltenița⁠(d)        | 26 | 4  | 9 | 13 | 37 | 58  | −21  | 21  |                             |                                      |
| 11  | Agricola Borcea        | 26 | 5  | 3 | 18 | 42 | 79  | −37  | 18  | SPO-AGR 0-2 AGR-SPO 3-1     |                                      |
| 12  | Sportul Chiscani⁠(d)    | 26 | 5  | 3 | 18 | 22 | 80  | −58  | 18  | SPO-AGR 0-2 AGR-SPO 3-1     | Posibilă retrogradare în Liga a IV-a |
| 13  | Delta Tulcea (R)       | 26 | 3  | 1 | 22 | 28 | 97  | −69  | 10  | Retrogradare în Liga IV     |                                      |
| 14  | Victoria Traian (R)    | 26 | 1  | 0 | 25 | 17 | 119 | −102 | 3   | Retrogradare în Liga IV     |                                      |

Ultima actualizare: 26 mai 2018
Sursa: FRF ro
Reguli de clasare: 
1. puncte; 2. puncte în meciuri directe; 3. golaveraj în meciuri directe; 4. goluri marcate în meciurile directe; 5. goluri marcate în deplasare în meciuri directe; 6. golaveraj; 7. număr de goluri marcate.
POZ = Poziția în clasament; (C) = Campioană; (R) = Retrogradată; (P) = Promovată; (E) = Eliminată; (O) = Câștigătoare de play-off; (A) = Avansează în runda următoare. 
Aplicabil doar când sezonul nu este terminat: 
(Q) = Calificare în faza competiției indicată; (TQ) = Calificare în competiție, dar încă nu în faza indicată; (RQ) = Calificată în competiția de retrogradare indicată; (DQ) = Descalificată din competiție.

#### Rezultate
| Acasă \ Deplasare    | FAR | PSP | UNI  | AXI | MBZ | FCS  | VOL | ÎNM | RMS | OLT | AGB | SCH | DTL | VTR |
| -------------------- | --- | --- | ---- | --- | --- | ---- | --- | --- | --- | --- | --- | --- | --- | --- |
| SSCS Farul Constanța | —   | 1–1 | 4–2  | 3–1 | 3–0 | 3–2  | 3–0 | 6–3 | 4–0 | 8–1 | 3–1 | 3–0 | 5–1 | 6–0 |
| Progresul Spartac    | 7–0 | —   | 4–1  | 2–3 | 3–0 | 2–2  | 2–0 | 3–0 | 3–1 | 6–4 | 1–0 | 2–0 | 2–1 | 3–1 |
| Unirea Slobozia      | 0–5 | 2–2 | —    | 2–1 | 0–2 | 1–0  | 4–2 | 7–0 | 6–1 | 4–1 | 5–2 | 3–0 | 4–0 | 9–1 |
| Axiopolis Cernavodă  | 0–1 | 1–2 | 3–2  | —   | 0–0 | 2–1  | 0–3 | 4–2 | 4–0 | 2–2 | 7–1 | 6–0 | 8–0 | 4–0 |
| Metalul Buzău        | 0–0 | 1–2 | 2–2  | 1–1 | —   | 1–2  | 0–2 | 1–0 | 2–0 | 1–0 | 2–0 | 2–0 | 2–1 | 7–1 |
| FCSB II              | 1–4 | 1–3 | 1–3  | 1–2 | 0–0 | —    | 1–0 | 3–2 | 5–0 | 5–0 | 8–0 | 0–0 | 4–0 | 7–1 |
| FC Voluntari II      | 0–0 | 2–2 | 1–1  | 2–1 | 0–2 | 4–4  | —   | 0–2 | 0–0 | 2–2 | 6–0 | 6–0 | 7–1 | 1–0 |
| Înainte Modelu       | 2–5 | 1–0 | 0–1  | 1–2 | 2–0 | 1–3  | 2–4 | —   | 4–3 | 1–0 | 6–2 | 8–0 | 7–2 | 9–1 |
| CSM Râmnicu Sărat    | 2–2 | 0–2 | 0–3  | 0–5 | 1–2 | 0–1  | 2–1 | 4–1 | —   | 2–2 | 1–0 | 4–0 | 3–2 | 3–0 |
| CSM Oltenița         | 2–6 | 0–0 | 0–2  | 0–1 | 0–2 | 1–1  | 1–2 | 1–5 | 1–1 | —   | 2–0 | 1–1 | 5–0 | 2–1 |
| Agricola Borcea      | 0–3 | 3–5 | 2–4  | 1–2 | 2–5 | 4–5  | 1–1 | 3–3 | 1–3 | 1–1 | —   | 3–1 | 1–3 | 7–0 |
| Sportul Chiscani     | 0–6 | 0–4 | 0–8  | 0–0 | 2–6 | 0–2  | 2–3 | 1–2 | 4–0 | 2–1 | 0–2 | —   | 3–2 | 2–0 |
| Delta Tulcea         | 0–6 | 3–5 | 0–5  | 0–2 | 0–2 | 2–10 | 0–3 | 1–4 | 1–2 | 1–1 | 1–2 | 4–1 | —   | 2–1 |
| Victoria Traian      | 0–3 | 0–9 | 2–12 | 0–2 | 1–4 | 1–5  | 0–7 | 0–2 | 0–1 | 1–6 | 1–3 | 2–3 | 2–0 | —   |

### Seria III
Seria III a fost dominată de FC Petrolul Ploiești. Pe parcursul turului, FCM Alexandria s-a ținut îndeaproape de echipa prahoveană. După finalul turului, Petrolul a obținut semnătura antrenorului rivalei, Romulus Ciobanu, iar returul a fost mai dezechilibrat, Petrolul desprinzându-se după o victorie netă în deplasarea de la Alexandria. Revelația seriei a fost echipa Voința Saelele, nou-promovată din Liga IV Teleorman, echipă finanțată de familia liderului politic Liviu Dragnea, și care și-a mutat oficial sediul în Turnu Măgurele pentru acest sezon, terminând sezonul pe locul 3 și cu o victorie în deplasare împotriva unui Petrolul virtual promovat. Urban Titu a fost desființată de patronii ei după 5 etape deoarece au constatat că jucătorii lor aranjau meciuri pentru mafia pariurilor. Astfel, din serie a retrogradat doar Viitorul Domnești.

#### Clasament
| Poz | Echipa                | MJ | V  | E | Î  | GM | GP | G   | Pct | Calificare sau retrogradare       | Rezultat direct                      |
| --- | --------------------- | -- | -- | - | -- | -- | -- | --- | --- | --------------------------------- | ------------------------------------ |
| 1   | Petrolul (C) (P)      | 24 | 19 | 3 | 2  | 57 | 18 | +39 | 60  | Promovare în Liga a II-a          |                                      |
| 2   | FCM Alexandria        | 24 | 17 | 5 | 2  | 59 | 16 | +43 | 56  |                                   | ALX-VOI 1-1 VOI-ALX 2-2              |
| 3   | Voința Turnu Măgurele | 24 | 17 | 5 | 2  | 51 | 15 | +36 | 56  |                                   | ALX-VOI 1-1 VOI-ALX 2-2              |
| 4   | Astra II Giurgiu      | 24 | 12 | 6 | 6  | 33 | 18 | +15 | 42  |                                   |                                      |
| 5   | Popești-Leordeni      | 24 | 11 | 2 | 11 | 47 | 38 | +9  | 35  |                                   |                                      |
| 6   | Moreni                | 24 | 10 | 3 | 11 | 39 | 38 | +1  | 33  |                                   |                                      |
| 7   | CS Tunari             | 24 | 9  | 5 | 10 | 38 | 30 | +8  | 32  |                                   |                                      |
| 8   | Atletic Bradu⁠(d)      | 24 | 7  | 5 | 12 | 28 | 46 | −18 | 26  |                                   |                                      |
| 9   | Concordia II Chiajna  | 24 | 7  | 4 | 13 | 33 | 41 | −8  | 25  |                                   |                                      |
| 10  | Aninoasa⁠(d)           | 24 | 5  | 5 | 14 | 30 | 47 | −17 | 20  | 1. ANI 10P. 2. MIO 4P. 3. SRO 3P. |                                      |
| 11  | CS Mioveni II         | 24 | 6  | 2 | 16 | 21 | 53 | −32 | 20  | 1. ANI 10P. 2. MIO 4P. 3. SRO 3P. |                                      |
| 12  | Sporting Roșiori (R)  | 24 | 6  | 2 | 16 | 24 | 42 | −18 | 20  | 1. ANI 10P. 2. MIO 4P. 3. SRO 3P. | Posibilă retrogradare în Liga a IV-a |
| 13  | Viitorul Domnești (R) | 24 | 5  | 3 | 16 | 25 | 83 | −58 | 18  | Retrogradare în Liga a IV-a       |                                      |
| 14  | Urban Titu (R)        | 0  | 0  | 0 | 0  | 0  | 0  | 0   | 01  | Retrogradare în Liga a IV-a       |                                      |

Ultima actualizare: 26 mai 2018
Sursa: FRF ro
Reguli de clasare: 
1. puncte; 2. puncte în meciuri directe; 3. golaveraj în meciuri directe; 4. goluri marcate în meciurile directe; 5. goluri marcate în deplasare în meciuri directe; 6. golaveraj; 7. număr de goluri marcate.
POZ = Poziția în clasament; (C) = Campioană; (R) = Retrogradată; (P) = Promovată; (E) = Eliminată; (O) = Câștigătoare de play-off; (A) = Avansează în runda următoare. 
Aplicabil doar când sezonul nu este terminat: 
(Q) = Calificare în faza competiției indicată; (TQ) = Calificare în competiție, dar încă nu în faza indicată; (RQ) = Calificată în competiția de retrogradare indicată; (DQ) = Descalificată din competiție.

1 Urban Titu s-a retras din campionat după etapa a cincea și astfel toate rezultatele i-au fost anulate.

#### Rezultate
| Acasă \ Deplasare    | PET | ALX | VOI | AST | POP | FLM | TUN | ATL | CON | ANI | MIO | SRO | DOM  |
| -------------------- | --- | --- | --- | --- | --- | --- | --- | --- | --- | --- | --- | --- | ---- |
| Petrolul             | —   | 1–1 | 1–3 | 0–0 | 0–2 | 3–2 | 1–0 | 4–2 | 4–0 | 4–0 | 3–1 | 1–0 | 3–1  |
| FCM Alexandria       | 1–4 | —   | 1–1 | 2–0 | 3–1 | 0–1 | 4–0 | 6–0 | 2–1 | 1–0 | 4–0 | 1–0 | 7–0  |
| Voința Saelele       | 0–1 | 2–2 | —   | 1–0 | 0–1 | 2–0 | 4–0 | 3–0 | 1–0 | 2–0 | 1–0 | 3–1 | 3–1  |
| Astra II             | 2–2 | 0–1 | 0–1 | —   | 1–0 | 2–1 | 2–1 | 0–0 | 2–0 | 2–0 | 2–0 | 1–1 | 6–0  |
| SC Popești-Leordeni  | 1–2 | 0–4 | 1–3 | 2–3 | —   | 3–1 | 1–1 | 4–1 | 5–1 | 0–1 | 3–0 | 2–0 | 5–0  |
| Flacăra Moreni       | 0–2 | 2–6 | 0–3 | 0–2 | 3–1 | —   | 1–0 | 0–0 | 1–1 | 3–2 | 4–0 | 6–0 | 0–0  |
| CS Tunari            | 0–1 | 0–1 | 1–1 | 1–3 | 3–1 | 1–0 | —   | 1–3 | 3–0 | 3–2 | 1–0 | 0–0 | 12–0 |
| Atletic Bradu        | 1–4 | 1–1 | 2–4 | 0–1 | 1–0 | 2–5 | 0–2 | —   | 1–1 | 0–3 | 3–0 | 0–2 | 4–0  |
| Concordia II Chiajna | 0–2 | 1–1 | 2–2 | 0–1 | 5–1 | 3–0 | 1–0 | 1–2 | —   | 3–2 | 1–0 | 1–3 | 5–0  |
| FC Aninoasa          | 1–7 | 0–1 | 1–1 | 2–2 | 1–2 | 3–4 | 1–1 | 2–2 | 0–2 | —   | 0–0 | 3–2 | 0–1  |
| CS Mioveni II        | 0–3 | 1–5 | 0–1 | 1–0 | 2–2 | 2–1 | 2–4 | 2–0 | 2–1 | 2–3 | —   | 2–1 | 1–5  |
| Sporting Roșiori     | 0–1 | 0–1 | 0–2 | 1–0 | 1–3 | 0–1 | 0–2 | 0–2 | 2–0 | 0–2 | 4–1 | —   | 4–2  |
| Viitorul Domnești    | 0–3 | 0–3 | 0–7 | 1–1 | 1–6 | 0–3 | 1–1 | 0–1 | 4–3 | 2–1 | 1–2 | 5–2 | —    |

### Seria IV
Seria IV nu a avut echipe susținute masiv de suporteri, dar revelația ei a fost echipa vâlceană ACS Șirineasa. Retrogradată în sezonul trecut, a fost reprimită în liga a III-a pentru a completa locurile neocupate și, deși avea datorii mari și se îndrepta spre desființare, a fost cumpărată de omul de afaceri Nicolae Sarcină. El i-a dat echipei numele de Energeticianul Târgu Jiu, dar schimbarea de nume a fost operată după finalul perioadei în care sunt permise asemenea operațiuni, astfel încât echipa a rămas cu numele de ACS Șirineasa. Echipa a fost mutată la Petroșani, și brandingul a migrat încet-încet spre numele de CS Jiul Petroșani; faptul că, deși clubul era înregistrat la Târgu Jiu, echipele de juniori jucau în județul Hunedoara a atras contestațiile adversarelor, care au fost însă respinse. Cu un buget mare, echipa a câștigat la pas multe puncte, beneficiind de aportul unor jucători cu experiență, cum ar fi Florin Costea. Deși bugetul a fost redus în iarnă și mai multe contracte au fost reziliate, Șirineasa a reușit să promoveze la mare distanță de principala echipă ce dorea promovarea, CSM Școlar Reșița. O altă echipă puternică a seriei a fost CSM Lugoj, care a fost mai mult timp pe locul al 2-lea (deși spre final a fost depășită și de Național Sebiș): antrenorul ei, Cosmin Petruescu, a fost transferat la sfârșitul sezonului la echipa de Liga a II-a ASU Politehnica Timișoara. Îngreunată de câteva litigii mai vechi, dar și cu un joc modest, Nuova Mamma Mia Becicherecu Mic a încheiat campionatul cu punctaj negativ, ea fiind insoțită în liga a 4-a de o altă echipă cu un parcurs modest, Internațional Bălești.

#### Clasament
| Poz | Echipa                    | MJ | V  | E | Î  | GM | GP  | G    | Pct   | Calificare sau retrogradare                   | Rezultat direct |
| --- | ------------------------- | -- | -- | - | -- | -- | --- | ---- | ----- | --------------------------------------------- | --------------- |
| 1   | ACS Șirineasa (C) (P)     | 26 | 20 | 6 | 0  | 70 | 14  | +56  | 66    | Promovare în Liga a II-a                      |                 |
| 2   | Școlar Reșița             | 26 | 17 | 6 | 3  | 64 | 18  | +46  | 57    |                                               |                 |
| 3   | Național Sebiș⁠(d)         | 26 | 17 | 5 | 4  | 67 | 22  | +45  | 56    |                                               |                 |
| 4   | Vulturii Lugoj            | 26 | 16 | 5 | 5  | 61 | 33  | +28  | 53    |                                               |                 |
| 5   | CS U Craiova II⁠(d)        | 26 | 13 | 3 | 10 | 55 | 34  | +21  | 42    |                                               |                 |
| 6   | Șoimii Lipova             | 26 | 10 | 7 | 9  | 41 | 38  | +3   | 37    |                                               |                 |
| 7   | CSO Filiași⁠(d)            | 26 | 9  | 9 | 8  | 36 | 30  | +6   | 36    |                                               |                 |
| 8   | CNS Cetate Deva           | 26 | 8  | 8 | 10 | 44 | 38  | +6   | 32    | CET-GHI 2-0 GHI-CET 1-1                       |                 |
| 9   | ACS Ghiroda               | 26 | 9  | 5 | 12 | 41 | 41  | 0    | 32    | CET-GHI 2-0 GHI-CET 1-1                       |                 |
| 10  | Gloria LT Cermei⁠(d)       | 26 | 7  | 7 | 12 | 44 | 56  | −12  | 28    |                                               |                 |
| 11  | Hermannstadt II           | 26 | 7  | 6 | 13 | 42 | 62  | −20  | 27    |                                               |                 |
| 12  | Millenium Giarmata⁠(d)     | 26 | 7  | 5 | 14 | 45 | 58  | −13  | 26    | Posibilă retrogradare în Liga a IV-a          |                 |
| 13  | Internațional Bălești (R) | 26 | 3  | 4 | 19 | 19 | 63  | −44  | 13    | Retrogradare în Liga a IV-a                   |                 |
| 14  | Becicherecu Mic⁠(d) (R)    | 26 | 0  | 2 | 24 | 8  | 130 | −122 | 0-142 | Retrogradare în Liga a IV-a                   |                 |
| —   | CNP Timișoara             | 28 | 11 | 2 | 15 | 41 | 61  | −20  | 0351  | neeligibilă pentru promovare sau retrogradare |                 |

Ultima actualizare: 26 mai 2018
Sursa: FRF ro
Reguli de clasare: 
1. puncte; 2. puncte în meciuri directe; 3. golaveraj în meciuri directe; 4. goluri marcate în meciurile directe; 5. goluri marcate în deplasare în meciuri directe; 6. golaveraj; 7. număr de goluri marcate.
POZ = Poziția în clasament; (C) = Campioană; (R) = Retrogradată; (P) = Promovată; (E) = Eliminată; (O) = Câștigătoare de play-off; (A) = Avansează în runda următoare. 
Aplicabil doar când sezonul nu este terminat: 
(Q) = Calificare în faza competiției indicată; (TQ) = Calificare în competiție, dar încă nu în faza indicată; (RQ) = Calificată în competiția de retrogradare indicată; (DQ) = Descalificată din competiție.

1 CNP Timișoara a fost echipa Centrului Național de Pregătire al Federației Române de Fotbal. Neeligibilă nici pentru promovare nici pentru retrogradare, rezultatele ei au fost anulate la sfârșitul sezonului.

2 Nuova Mama Mia Becicherecu Mic a fost penalizată cu 16 puncte pentru datorii neplătite.

#### Rezultate
| Acasă \ Deplasare              | ȘIR | ȘCR | NTS | LGJ | CSU | ȘOI | FIL | CDV | GHI | GLT | HER | MIL | INT | NMM  |
| ------------------------------ | --- | --- | --- | --- | --- | --- | --- | --- | --- | --- | --- | --- | --- | ---- |
| ACS Șirineasa                  | —   | 2–1 | 1–1 | 3–3 | 2–0 | 5–0 | 1–0 | 2–2 | 2–0 | 6–0 | 3–0 | 4–0 | 3–1 | 8–0  |
| CSM Școlar Reșița              | 1–1 | —   | 1–1 | 1–0 | 2–0 | 2–2 | 2–0 | 1–2 | 2–1 | 2–0 | 2–0 | 4–1 | 6–0 | 11–0 |
| Național Sebiș                 | 0–1 | 1–1 | —   | 2–1 | 2–0 | 1–0 | 3–0 | 3–0 | 2–0 | 3–0 | 2–0 | 2–2 | 5–1 | 16–1 |
| CSM Lugoj                      | 1–2 | 1–0 | 2–0 | —   | 1–1 | 1–3 | 4–1 | 1–0 | 3–0 | 1–2 | 6–1 | 3–2 | 2–0 | 3–0  |
| CS U Craiova II                | 1–2 | 0–2 | 4–1 | 3–4 | —   | 4–0 | 1–0 | 0–1 | 1–0 | 1–0 | 1–2 | 3–1 | 7–0 | 3–0  |
| Șoimii Lipova                  | 1–1 | 0–1 | 0–1 | 2–2 | 2–3 | —   | 1–2 | 1–0 | 4–1 | 1–1 | 3–0 | 3–2 | 2–0 | 3–0  |
| CSO Filiași                    | 0–3 | 0–2 | 0–1 | 1–1 | 3–3 | 1–1 | —   | 1–1 | 1–0 | 2–0 | 3–0 | 3–1 | 3–0 | 3–0  |
| Cetate Deva                    | 0–1 | 0–2 | 4–4 | 1–2 | 2–0 | 1–1 | 0–0 | —   | 2–0 | 2–5 | 3–1 | 0–1 | 0–0 | 11–1 |
| ACS Ghiroda                    | 1–4 | 0–0 | 2–0 | 2–2 | 2–4 | 2–3 | 0–0 | 1–1 | —   | 2–0 | 4–1 | 2–0 | 4–2 | 4–0  |
| Gloria Lunca Teuz Cermei       | 0–0 | 1–4 | 1–2 | 0–3 | 2–4 | 3–0 | 2–2 | 1–1 | 2–5 | —   | 7–2 | 3–7 | 2–1 | 4–0  |
| FC Hermanstadt II              | 0–4 | 2–2 | 0–6 | 2–3 | 0–2 | 1–1 | 1–1 | 4–0 | 2–1 | 2–2 | —   | 3–1 | 9–0 | 3–0  |
| Millenium Giarmata             | 1–3 | 1–2 | 0–2 | 1–2 | 3–2 | 2–1 | 2–2 | 3–2 | 2–4 | 2–2 | 3–3 | —   | 3–0 | 3–0  |
| Internațional Bălești          | 0–1 | 1–2 | 0–2 | 2–4 | 0–0 | 0–1 | 0–1 | 2–3 | 1–1 | 0–0 | 1–2 | 2–0 | —   | 4–0  |
| Nuova Mama Mia Becicherecu Mic | 0–5 | 1–8 | 0–4 | 1–5 | 0–7 | 1–5 | 0–6 | 0–5 | 0–2 | 1–4 | 1–1 | 1–1 | 0–1 | —    |

### Seria V
Condusă de Ovidiu Sabău, și antrenată de Adrian Falub, FC Universitatea Cluj a dominat seria V. Rivalele ei au fost Metalurgistul Cugir și unele echipe comunale din județul Alba, cum ar fi FC Recea (care a terminat pe locul 2), Performanța Ighiu și Industria Galda, care au ocupat pe rând poziția secundă. CS Iernut și Unirea Dej au retrogradat, în timp ce Viitorul Ghimbav s-a retras după finalul turului.

#### Clasament
| Poz | Echipa               | MJ | V  | E | Î  | GM | GP  | G   | Pct | Calificare sau retrogradare          | Rezultat direct |
| --- | -------------------- | -- | -- | - | -- | -- | --- | --- | --- | ------------------------------------ | --------------- |
| 1   | U Cluj (C) (P)       | 28 | 24 | 2 | 2  | 88 | 16  | +72 | 74  | Promovare în Liga a II-a             |                 |
| 2   | FC Recea             | 28 | 17 | 5 | 6  | 56 | 25  | +31 | 56  |                                      |                 |
| 3   | Performanța Ighiu    | 28 | 16 | 6 | 6  | 56 | 32  | +24 | 54  |                                      |                 |
| 4   | Metalurgistul Cugir  | 28 | 15 | 6 | 7  | 47 | 30  | +17 | 51  |                                      |                 |
| 5   | Industria Galda⁠(d)   | 28 | 15 | 5 | 8  | 47 | 37  | +10 | 50  |                                      |                 |
| 6   | Unirea Alba Iulia    | 28 | 14 | 6 | 8  | 45 | 34  | +11 | 48  |                                      |                 |
| 7   | Sănătatea Cluj       | 28 | 12 | 9 | 7  | 49 | 25  | +24 | 45  |                                      |                 |
| 8   | CFR II Cluj          | 28 | 13 | 5 | 10 | 53 | 36  | +17 | 44  |                                      |                 |
| 9   | Unirea Tășnad        | 28 | 12 | 4 | 12 | 40 | 48  | −8  | 40  |                                      |                 |
| 10  | Avântul Reghin       | 28 | 10 | 5 | 13 | 36 | 43  | −7  | 35  |                                      |                 |
| 11  | FC Avrig⁠(d)          | 28 | 8  | 9 | 11 | 37 | 42  | −5  | 33  |                                      |                 |
| 12  | Gaz Metan II         | 28 | 6  | 5 | 17 | 28 | 60  | −32 | 23  | Posibilă retrogradare în Liga a IV-a |                 |
| 13  | CS Iernut⁠(d) (R)     | 28 | 4  | 7 | 17 | 39 | 73  | −34 | 19  | Retrogradare în Liga a IV-a          |                 |
| 14  | Unirea Dej (R)       | 28 | 5  | 2 | 21 | 21 | 55  | −34 | 17  | Retrogradare în Liga a IV-a          |                 |
| 15  | Viitorul Ghimbav (R) | 28 | 1  | 0 | 27 | 15 | 101 | −86 | 031 | Retrogradare în Liga a IV-a          |                 |

Ultima actualizare: 27 May 2018
Sursa: FRF ro
Reguli de clasare: 
1. puncte; 2. puncte în meciuri directe; 3. golaveraj în meciuri directe; 4. goluri marcate în meciurile directe; 5. goluri marcate în deplasare în meciuri directe; 6. golaveraj; 7. număr de goluri marcate.
POZ = Poziția în clasament; (C) = Campioană; (R) = Retrogradată; (P) = Promovată; (E) = Eliminată; (O) = Câștigătoare de play-off; (A) = Avansează în runda următoare. 
Aplicabil doar când sezonul nu este terminat: 
(Q) = Calificare în faza competiției indicată; (TQ) = Calificare în competiție, dar încă nu în faza indicată; (RQ) = Calificată în competiția de retrogradare indicată; (DQ) = Descalificată din competiție.

1 Viitorul Ghimbav s-a retras din campionat în pauza de iarnă și a pierdut toate meciurile din retur cu 0-3.

#### Rezultate
| Acasă \ Deplasare   | UCJ | FCR | PRF | MCG | IND | SĂN | UAB | CFR | UTȘ | ARG | AVR | GMM | UDJ | IER | GHI  |
| ------------------- | --- | --- | --- | --- | --- | --- | --- | --- | --- | --- | --- | --- | --- | --- | ---- |
| Universitatea Cluj  | —   | 3–2 | 3–0 | 3–2 | 4–1 | 2–1 | 1–0 | 1–1 | 5–0 | 1–0 | 4–0 | 7–0 | 2–0 | 8–1 | 7–2  |
| FC Recea            | 0–2 | —   | 0–0 | 1–2 | 1–2 | 2–1 | 3–0 | 2–1 | 2–0 | 2–2 | 6–1 | 2–1 | 4–0 | 5–1 | 3–0  |
| Performanța Ighiu   | 0–2 | 3–3 | —   | 2–1 | 1–1 | 1–0 | 0–2 | 1–1 | 2–0 | 3–0 | 1–1 | 4–0 | 3–2 | 6–2 | 3–0  |
| Metalurgistul Cugir | 1–2 | 1–0 | 3–1 | —   | 2–3 | 1–1 | 0–0 | 1–0 | 2–0 | 3–1 | 1–1 | 2–1 | 2–0 | 2–1 | 3–0  |
| Industria Galda     | 0–3 | 0–3 | 3–0 | 1–1 | —   | 2–1 | 0–3 | 2–1 | 3–2 | 0–0 | 1–0 | 3–4 | 0–1 | 1–1 | 3–0  |
| Sănătatea Cluj      | 0–0 | 3–3 | 1–2 | 2–0 | 1–1 | —   | 1–0 | 0–0 | 6–0 | 3–0 | 2–2 | 2–1 | 3–0 | 7–1 | 3–0  |
| Unirea Alba Iulia   | 0–7 | 0–1 | 1–1 | 2–1 | 1–0 | 0–2 | —   | 3–2 | 1–1 | 2–1 | 2–0 | 1–1 | 2–0 | 3–2 | 10–0 |
| CFR Cluj II         | 2–1 | 1–0 | 3–2 | 3–1 | 4–1 | 2–2 | 0–1 | —   | 6–1 | 0–4 | 4–0 | 3–0 | 2–0 | 3–0 | 2–1  |
| Unirea Tășnad       | 2–0 | 0–1 | 0–2 | 2–2 | 1–3 | 2–0 | 1–1 | 2–0 | —   | 3–1 | 5–2 | 1–1 | 2–0 | 3–1 | 3–0  |
| Avântul Reghin      | 1–4 | 0–1 | 0–3 | 0–1 | 0–5 | 2–0 | 1–0 | 3–2 | 1–0 | —   | 1–1 | 1–1 | 3–1 | 1–1 | 5–1  |
| FC Avrig            | 0–1 | 0–0 | 1–3 | 0–1 | 1–2 | 0–0 | 4–0 | 1–0 | 1–2 | 2–1 | —   | 0–0 | 1–1 | 2–2 | 2–1  |
| Gaz Metan Mediaș 2  | 0–3 | 0–1 | 0–4 | 0–1 | 0–2 | 0–3 | 1–1 | 3–2 | 1–2 | 0–1 | 0–6 | —   | 1–0 | 1–3 | 3–0  |
| Unirea Dej          | 0–4 | 0–3 | 1–2 | 1–3 | 0–2 | 0–1 | 3–0 | 1–3 | 0–2 | 2–1 | 0–2 | 1–2 | —   | 4–1 | 3–0  |
| CS Iernut           | 0–5 | 1–2 | 0–3 | 1–1 | 0–1 | 1–1 | 2–3 | 2–2 | 0–1 | 1–2 | 1–3 | 3–2 | 0–0 | —   | 3–0  |
| Viitorul Ghimbav    | 0–3 | 0–3 | 1–3 | 1–6 | 1–4 | 0–2 | 0–3 | 0–3 | 4–2 | 0–3 | 0–3 | 1–4 | 1–2 | 1–7 | —    |

## Retrogradarea de pe locul 12
La sfârșitul campionatului, s-a alcătuit un clasament special între echipele de pe locul 12 din fiecare serie. Cea de pe ultimul loc al acestui clasament retrogradează și ea în Liga a IV-a. În acest clasament, punctajul acordat acestor echipe este doar cel din meciurile contra echipelor aflate pe primele 11 locuri din seria lor.
| Poz | Echipa               | MJ | V | E | Î  | GM | GP | G   | Pct | Calificare sau retrogradare |
| --- | -------------------- | -- | - | - | -- | -- | -- | --- | --- | --------------------------- |
| 1   | Millenium Giarmata   | 22 | 5 | 4 | 13 | 38 | 55 | −17 | 19  |                             |
| 2   | Sporting Roșiori     | 22 | 5 | 2 | 15 | 18 | 35 | −17 | 17  |                             |
| 3   | Sănătatea Darabani   | 22 | 4 | 4 | 14 | 25 | 49 | −24 | 16  |                             |
| 4   | Gaz Metan II Mediaș  | 22 | 2 | 5 | 15 | 15 | 52 | −37 | 11  |                             |
| 5   | Sportul Chiscani (R) | 22 | 2 | 3 | 17 | 13 | 72 | −59 | 9   | Retrogradare în Liga a IV-a |

Ultima actualizare: 26 mai 2018
Sursa: FRF ro
Reguli de clasare: 
1. puncte; 2. golaveraj; 3. goluri marcate.
POZ = Poziția în clasament; (C) = Campioană; (R) = Retrogradată; (P) = Promovată; (E) = Eliminată; (O) = Câștigătoare de play-off; (A) = Avansează în runda următoare. 
Aplicabil doar când sezonul nu este terminat: 
(Q) = Calificare în faza competiției indicată; (TQ) = Calificare în competiție, dar încă nu în faza indicată; (RQ) = Calificată în competiția de retrogradare indicată; (DQ) = Descalificată din competiție.